# Merkwiller-Pechelbronn
Merkwiller-Pechelbronn je občina v departmaju Bas-Rhin francoske regije Alzacija.
Leta 2011 je v občini živelo 975 oseb oz. 259 oseb/km².